# 末森城之戰
天正12年（1584年）、羽柴秀吉與織田信雄・德川家康聯合軍於小牧・長久手對峙。為呼應織田・德川聯合軍，越中國的佐佐成政於8月28日向羽柴方前田利家的朝日山城（石川縣金澤市加賀朝日町）急襲。但因大雨，遭前田氏家臣村井長賴擊退。
9月9日、成政為了將利家領地加賀、能登國從中切斷聯繫、於是越過寶達山於坪山砦布陣、以兵力15,000人將末森城團團包圍。另為防備利家的增援軍、派遣神保氏張於北川尻擔任警戒。
9月10日、戰鬥開始時，城將奥村永福、千秋範昌率軍1,500人籠城。起初戰況對佐佐軍有利、前田方的城代土肥次茂（土肥親真的弟弟）遭到討死。
在金澤城接獲急報的前田利家率兵2,500人出陣救援。並由高松村農民櫻井三郎左衛門擔任嚮導、沿著佐佐軍守備較弱的海岸路越過北川尻，朝今濱進軍。9月11日天明時，殺到末森城佐佐軍的背後並擊破敵軍。兩軍共約損失750人。